# Pelourinho de Ervededo
O Pelourinho de Ervededo é um pelourinho situado na freguesia de Ervededo, no município de Chaves, distrito de Vila Real, em Portugal.
Está classificado como Imóvel de Interesse Público desde 1933.